# Русофобия
Русофо́бия (англ. Russophobia, нем. Russophobie, фр. russophobie, от рус и др.-греч. φόβος — страх) — антироссийские / антирусские фобии, предвзято негативное, подозрительное, неприязненное, враждебное отношение к русскому народу, России, русской культуре, русскому языку, государственной политике России; сильная неприязнь или враждебность к России (или бывшему Советскому Союзу), её народу, культуре. Специфическое направление в этнофобии.
В литературе об антироссийских/антирусских фобиях языковому, понятийному аспекту исследуемого феномена уделяется лишь слабое внимание. Неотрефлектированное использование терминов ведёт к смешению разнородных явлений.
Термин стал политическим клише у российских официальных лиц и в провластных СМИ. Критика руководства России и неприятие российской внешней политики нередко рассматривается как проявление русофобии и иногда ставится в один ряд с антисемитизмом.

## Термин
Понятие русофобия было введено английскими радикалами в 1836 году в
полемических целях, как обозначение фантомного или преувеличенного страха перед угрозой со стороны России. В это время как наиболее видные представители антироссийского алармизма, так как и критики «русофобии», принадлежали к различным течениям британского либерализма. Они спорили не столько о конкретном образе России, сколько о реальности русской угрозы британским интересам. Слово Russophobia в английской печати этого времени чаще всего значило «Россия-боязнь». Критику «русофобии» авторы могли сочетать с негативным образом Российской империи. В то же время при антироссийском алармизме необязательно предполагалась неприязнь к России и русским. Термин русофобия стал первым обозначением подобного рода, которое получило широкое распространение. Слово франкофобия (фр. francophobie) встречается уже в 1759 году, англофобия (англ. anglophobia) — в 1793 году, но до конца 1830-х годов эти обозначения использовали крайне редко.
В англоязычной печати XIX века (в Англии и США) о «русофобии» (в значении «необоснованного страха перед русской угрозой») чаще всего писали радикалы в контексте осуждения милитаризма и колониальной политики. Консервативная печать осуждение «русофобии» в качестве фантомного страха могла сочетать с признанием «реальности русской угрозы». Во время Восточного
кризиса 1876—1878 годов и поздне «русофобами» именовали в основном тори, а критиками «русофобии» выступали наиболее влиятельные либералы во главе с Уильямом Гладстоном. Особой группой тех, кого относили к «русофобам» были идейные либералы и демократы, которые сочувствовали европейским национально-освободительным движениям, в первую очередь польскому, итальянскому и венгерскому. После 1878 году полемика вокруг «русофобии» снова сокращается, а содержание полемики, как и перед Восточным кризисом, относится в основном к русской
политике в Азии. Американская печать о «русофобии» упоминала сравнительно
редко, и почти всегда делала это по поводу английской политики. Слово «русомания» британская печать применяла либо в качестве синонима политической «русофобии», либо,
напротив, как синоним политической «русофилии». В Америке в конца XIX века это слово получает новое
значение: «увлечение русской культурой».
Современный Оксфордский словарь английского языка определяет «русофобию» (англ. Russophobia) как «сильную неприязнь или враждебность (strong
aversion or hostility) к России (или бывшему Советскому Союзу), её народу, культуре и т. д.»; «русофоба» (Russophobe) — как «того, кто испытывает сильную неприязнь или враждебность к России, ее народу, культуре и т. д.» Однако раннее словарное определение (1883) вместо «неприязни» на первое место ставило «страх», политические коннотации в нём преобладали над национальными (этническими), а «враждебность к культуре» отсутствовала: «Русофобия» — «страх перед Россией или её политикой, сильная антипатия (a strong feeling against) к России или же к русским»; «русофоб» (Russophobist) — «тот, кто боится русских или их политики и кто испытывает сильную антипатию к России, её народу или её политике».
В Германии 1830—1840-х годов споры о «русофобии» обрели значительно более отчетливую идеологическую окраску. В этой стране водораздел проходит между демократами и национал-либералами, с одной стороны, и консерваторами — с другой; и образ России у тех и других отличался очень заметно. В 1830—1840-е годы либеральная — в то время преобладающая — часть общественного мнения стран Западной Европы считала Россию абсолютистской и феодальной страной, а российскую политику в Польше осуждала, считая её варварской. В немецких землях Россию, как и Францию, считали препятствием к объединению Германии, а также связывали с угрозой панславизма. По этим причинам круг значений, которые связывались со словом «русофобия» и родственными словами, был здесь шире, чем в Англии. Как синонимы «русофобии» (нем. Russophobie) в немецких землях приняли: Russenhaß («ненависть к русским»), Russen-Scheu («русобоязнь»), Russenfurcht («страх перед русскими»), Russenfeindschaft («враждебность к русским»), Russophagie («русофагия»), Russenfresserei («русоедство»). Два первых слова появляются во время Польского восстания 1830—1831 годов и, как правило, применялись в связи с «польским вопросом». В подавляющем большинстве случаев перечисленные обозначения имели внешнеполитический контекст и их относили не к русским как нации, а к русскому самодержавному государству. После Крымской войны в либеральной и консервативной печати тема «русофобии» уходит на второстепенные позиции. На первый план была выдвинуиа французская угроза, тогда как «русоедами» / «русофобами» именуют демократов-республиканцев, многие из которых уезжают в эмиграцию. Со времени Восточного кризиса в конце 1870-х годов большинство употреблений о «русофобии» в немецкой печати связано с англо-русскими отношениями; слово «русоедство» практически утрачивается.
Вплоть до первых десятилетий XX века под «русофобией» русскими авторами чаще всего имелись ввиду антирусская внешнеполитическая ориентация или негативное отношение к России как государству, в том числе в связи с «польским», а затем и «еврейским вопросом». В России известна концепция «внутренней русофобии», которою в середине XIX века сформулировали Ф. Ф. Вигель и Ф. И. Тютчев. В 1847 году Вигель именует «русофобами» «внутренних» критиков русской действительности. Этот подход получает продолжение в 1867 году у Тютчева. Ближайшей мишенью Тютчева стал И. С. Тургенев в качестве знаковой фигуры западнического либерализма. Тютчев при активном участии Ф. М. Достоевского представил образ русского «весьма достойного» человека, который ненавидит родину «по инстинкту»; при ближайшем изучении этот образ оказывается фантомом, который создали в полемических целях.
Советская печать слово «русофобия» и родственные ему слова в течение долгого времени относила преимущественно к историческому прошлому. Со второй половины 1930-х и до середины 1970-х годов эти слова практически исчезли из публицистики. Затем возникла трактовка «русофобии» как формы антисоветизма. В 1976 году «Известия» в статье «Несокрушимая сила советской культуры» осуждали «откровенную русофобию» сионистов — утверждения о неравноправном положении евреев в СССР. С 1970-х годов нередким становится упоминание в общем контексте «русофобии» и антисемитизма, вначале в эмигрантской и самиздатской песати, а затем и в советской.
В толковом словаре под ред. Д. Н. Ушакова (1939) слова «рус(с)офобия, рус(с)офобство» отсутствуют, а слова «руссофоб» и «руссофил» даны с пометой «книжное, историческое». На первое место поставлено внешнеполитическое значение обоих слов: «Руссофоб […] Противник политики сближения с Россией; человек, ненавидящий русских, русское»; «Руссофил […] Сторонник политики сближения с Россией; человек, расположенный к русским, к русскому». Словарь Ожегова (1-е изд.: 1949) добавляет к слову «русофобство» помету «книжное» и передаёт с единственным значением: «Ненависть, неприязнь ко всему русскому». Академический словарь литературного языка (Словарь современного русского литературного языка, 1961) определяет «русофобство» как «образ мыслей и действий русофоба». «Русофоб» — «человек, ненавидящий русских и русское»; дана иллюстрация из романа С. Н. Сергеева-Ценского «Пушки заговорили» (1956): «Из „русофила“ вышел яростный русофоб […]». В романе рассказано о германском императоре Вильгельме II, который не был «русофилом», то есть «человеком, предпочитающим все русское», как определяет это слово академический словарь, а являлся только сторонником дружественных отношений с Россией. Оппозиция «русофил — русофоб» в данном случае также отсылает в первую очередь ко внешнеполитической ориентации.
В конце 1980-х годов наблюдается резкий всплеск интереса к понятию «русофобия», хотя именно в этот период в общественном мнении Запада образ СССР и России существенно меняется в лучшую сторону, а Михаил Горбачёв становится самым популярным политиком в мире. Рост числа упоминаний «русофобии» был вызван не внешними, как это было
в XIX веке, а внутренними причинами. Длительное время русскоязычная печать упоминала «русофобию» в ряду прочих национально-государственных фобий, однако положение заметно меняется на исходе XX века. Газетный Корпусе русского языка за период с конца 1990-х по 2020 год содержит 1548 вхождений морфемы «русофоб» и только 20 — морфем «американофоб», «германофоб», «англофоб», «франкофоб» и «полонофоб», вместе взятых. Такое соотношение употребления слов, видимо, предполагает специфическую картину мира.
В своей послевоенной публицистике эмигрантский философ Иван Ильин определяет «русофобию» как свойство наднациональной правящей элиты Запада, «мировой закулисы». В памфлете математика и антисемитского автора Игоря Шафаревича «Русофобия» (1982) тема «внутренней русофобии» была развита применительно к советским интеллектуалам в основном еврейского происхождения. Этот памфлет, как и воззрения И. Ильина, на рубеже 1980—1990-х годов сыграл решающую роль в трактовке понятия «русофобия» в среде державников-патриотов и националистов различных направлений.
Швейцарский политолог и журналист Ги Меттан сформулировал так:

«Русофобия является феноменом коллективной психологии, психопатией, подпитывающейся за счет тенденциозной интерпретации фактов и ситуаций таким образом, чтобы в конечном счете выставить россиян или их лидера, в данном случае — Владимира Путина, ответственными. Как и антисемитизм, русофобия не является явлением переходного периода, связанного с конкретными историческими событиями. Она, как и враждебное отношение к евреям, приобретает разные формы в результате своей трансформации в зависимости от контекста и страны. Она не является результатом заговора, так как формируется и открыто распространяется прессой и, в большей степени, СМИ»

## Западные страны

### Новое время
Отдельные документальные проявления русофобии можно отметить с начала XVI века. Пропаганду против Русского государства активно вели литовские и польские государственные деятели, историки и писатели, а также, впоследствии, иезуиты. Эта пропаганда возникла на почве соперничества за земли Руси, а также на почве конфессиональной борьбы католичества со «схизматическим» православием. Король Сигизмунд I, старавшийся предотвратить какие-либо политические альянсы Русского государства в Европе, убеждал западных монархов, что «московиты» — не христиане, а жестокие варвары, относящиеся к Азии и сговорившиеся с турками и татарами разрушить христианский мир.
В XVI веке русские попали, по словам современного датского слависта П. У. Меллера, в число «открываемых» западными европейцами стран и народов. Об их нравах и обычаях Западная Европа узнавала с любопытством, а зачастую и с ужасом.
Как отмечает английский историк Доминик Ливен, в XVIII веке в западноевропейских государствах русских могли воспринимать как «новый и гораздо более опасный эквивалент турок — таких же жестоких и чужеродных варваров, но только значительно лучше усвоивших европейские технические достижения».
Историю системной русофобии можно проследить с Франции. В 1797 году французская Директория получила поддельный документ от польского генерала Михала Сокольницкого, выдаваемый за завещание Петра Великого. В нём император Пётр I, якобы, требует от своих преемников постоянными войнами и мягкой силой сначала покорить Швецию, Польшу, Австрию и Турцию, а затем, Германию и Францию, в итоге подчинив России весь европейский континент. Подделка была опубликована в сборнике Лезюра Шарля-Луи в октябре 1812 года по указанию Наполеона I. В нескольких работах Лезюр продвигал нарратив о том, что, в отличие от других христианских государств, крещение Руси не привело к смягчению нравов её жителей. Военная пропаганда наполеоновской империи преувеличивала случаи мародёрства, рисуя русскую императорскую армию в образе дикарей-гуннов. В последующие десятилетия «Завещание Петра Великого» периодически всплывало снова. Например, во время Крымской войны, когда Франция вновь воевала с Россией, Наполеон III приказал вывесить документ на общественных зданиях Парижа.
В XIX веке антироссийские настроения стали распространяться в Великобритании, одной из их причин стали непростые отношения между империями и многолетнее соперничество за Центральную Азию и Ближний Восток. Писались памфлеты и заметки о путешествиях, распространявшие антироссийские нарративы и стереотипы. В 1830-е годы дипломат, публицист и тюркофил Дэвид Уркварт, а также многие алармисты антироссийской направленности настраивали общественное мнение против России. Британские элиты и СМИ сочувствовали польским повстанцам во время Ноябрьского восстания (1830—1831) и черкесским племенам во время Кавказской войны (1817—1864).
В 1843 году на английском и французском языке была издана книга «Россия в 1839 году» маркиза Астольфа де Кюстина. Книга рисовала чрезвычайно мрачный образ России, как отсталого государства, чьи жители неспокойны и тупы; где жизнь настолько отвратительна, что матери оплакивают своих детей при рождении, как при смерти; а правит ей глупый деспот, достойный своего жалкого народа. Объяснял плачевное положение дел де Кюстин отсталостью Православной церкви и последствиями монгольского нашествия.
С книгой де Кюстина связано одно из первых употреблений слова «русофобия» на русском языке. В 1844 году Пётр Вяземский в тексте по поводу книги Астольфа де Кюстина «Россия в 1839 году» сравнивал де Кюстина с любекским трактирщиком, который едва побывав в России делает выводы о России и русских. Примечательно, что неприязнь между россиянами и жителями западной Европы не была однонаправленной. Тот же Вяземский критиковал славянофилов в такой же ненависти к Западу:
Как пруссаки ненавидят нас потому, что мы им помогли и выручили их из беды, так наши восточники ненавидят запад.
Также, в XIX веке отрицательное отношение к русским неразрывно связано с восприятием России как реакционной силы, поддерживающей Венскую систему международных отношений и противодействующей европейским революциям 1848—1849 годов («Весне народов»). Подобного переноса отношения с политического режима на народ не избежали в своих трудах такие известные европейские мыслители левого толка, как Карл Маркс и Фридрих Энгельс. Так, к русофобским высказываниям можно отнести слова Карла Маркса в его работе «Разоблачения дипломатической истории XVIII века»:
Московия была воспитана и выросла в ужасной и гнусной школе монгольского рабства. Она усилилась только благодаря тому, что стала виртуозом в искусстве рабства.

### Нацистская Германия
В идеологии германских нацистов славяне в целом рассматривались как представители «низшей расы», «недочеловеки», результатом чего стала попытка реализации во время Второй мировой войны «Генерального плана Ост», который предусматривал истребление, изгнание или порабощение большинства или всех славян из центральных и восточных регионов Европы (русских, украинцев, поляков и других) — в соответствии с представлениями нацистов о приобретении жизненного пространства для «германской расы». Русские с расовой точки зрения считались нацистами наименее германизируемым народом. К 1942 году немецким антропологом Вольфгангом Абелем была разработана программа «прогрессивного уничтожения русской расы», согласно которой на оккупированных территориях часть русских (в северных районах) всё же подлежала германизации, а остальные должны были быть выселены в Западную Сибирь. Термин «переселение» достаточно часто встречается в немецких документах и, по мнению ряда исследователей, относится к долгосрочным миграционным проектам (20—25 лет после предполагаемой победы в войне), хотя и не указывается, каким образом их собираются осуществить. Однако, в других источниках отмечается характерная для нацистской Германии подмена словом «переселение» понятий уничтожение и геноцид, что представляло собой, вероятно, не просто циничный эвфемизм, но и образ мышления.
В своём выступлении 13 июля 1941 года в Штеттине рейхсфюрер СС Генрих Гиммлер заявил: 

Когда вы, друзья мои, сражаетесь на Востоке, вы продолжаете ту же борьбу против того же недочеловечества, против тех же низших рас, которые когда-то выступали под именем гуннов, позднее — 1000 лет назад во времена королей Генриха и Оттона I, — под именем венгров, а впоследствии под именем татар; затем они явились снова под именем Чингисхана и монголов. Сегодня они называются русскими под политическим знаменем большевизма.
Речь Гиммлера в Познани 4 октября 1943 года перед своими группенфюрерами отражает восприятие славян как представителей «низшей расы» и животных:

Мы должны …вести себя по-товарищески по отношению к людям одной с нами крови, и более ни с кем. Меня ни в малейшей степени не интересует судьба русского или чеха… Живут ли другие народы в благоденствии или они издыхают от голода, интересует меня лишь постольку, поскольку они нужны как рабы для нашей культуры, в ином смысле это меня не интересует. Погибнут или нет от изнурения при создании противотанкового рва 10000 русских баб, интересует меня лишь в том отношении, готов ли для Германии противотанковый ров… Известно, что такое славяне. Славянин никогда не был способен сконструировать что-либо. Славяне — смешанный народ на основе низшей расы с каплями нашей крови, не способный к поддержанию порядка и к самоуправлению. Этот низкокачественный человеческий материал сегодня так же не способен поддерживать порядок, как не был способен 700 или 800 лет назад, когда эти люди призывали варягов, когда они приглашали Рюриков. Мы, немцы, единственные в мире, кто хорошо относится к животным. Мы будем прилично относиться и к этим человеческим животным. Однако было бы преступлением перед собственной кровью заботиться о них и внушать им какие бы то ни было идеалы и тем самым ещё больше затруднять нашим детям и внукам обращение с ними.
Отношение к русским менялось в соответствии с политическими и военными необходимостями Третьего Рейха. В 1941 году Гитлер дал строгий указ не брать русских в качестве солдат, то к концу войны десятки тысяч коллаборантов воевали на стороне нацистской Германии. Антинаучность и поверхностность расовой теории Третьего Рейха позволяла оппортунистически подогнать её под любую необходимость. Например, после захвата Югославии хорваты с целью получения лояльной Хорватии были объявлены потомками готов, а после захвата Украины часть украинцев и русских была названа Гитлером возможными потомками германских племён, осевших на этой территории.
В праворадикальной российской среде распространена идея, что немецкие нацисты не считали славян ниже себя в расовом отношении. Ряд праворадикальных музыкальных групп исполняют песни о том, как «славяне тоже сражались в отрядах СС за чистоту арийской крови», а немцы считали русских своими «белыми братьями», тогда как всё опровергающее это — «вымысел коммунистов». Российский автор Владимир Авдеев (создатель учения «расология» о превосходстве «нордической расы» над другими) утверждал, что в нацистской Германии не было «оголтелой целенаправленной русофобии» и славян не считали «недочеловеками». Обратное он считал «стереотипами советской и либеральной эпох» и «безграмотной фантазией ангажированных журналистов».

### США
Многие западные историографы эпохи Холодной войны, делали примитивные, эссенциалистские суждения об авторитарной и экспансионистской натуре России, связывая с православной верой и последствиями монгольского нашествия, при этом игнорируя любые факты и события из истории России, которые не соответствовали этой трактовке.
Такое отношение к авторитаризму и российской внешней политике распространялось на СМИ, политиков, чиновников и дипломатов. Некоторые американские политические комментаторы и дипломаты делали неуместно общие выводы о России и русских, иногда граничащие с расизмом. Например, комментируя жестокость российских солдат в войне, Збигнев Бжезинский сказал, что русские будут долго отрицать военные преступления в Чечне, как они 50 лет отрицали расстрел польских офицеров, распределяя преступление Иосифа Сталина и НКВД на всех русских, абсолютное большинство из которых не знало ни о каком расстреле.
Американский историк Мартин Малиа использовал термин «вечная Россия» (англ. eternal Russia), чтобы подвергнуть критике ряд западных политиков и экспертов, исходящих из представления, что Россия не способна к изменениями и, следовательно, враждебные отношения между СССР и США периода Холодной войны будут воспроизводиться в дальнейшем.
Отмечается, что репрезентация оппонента как неуклюжего и недалёкого может приводить к определённым последствиям, поскольку она обычно не соответствует действительности и затрудняет политические прогнозы. Так, американский политический обозревать Чарльз Краутхаммер писал об эффекте, который произвёл в США запуск первого в мире спутника в 1957 года: «Спутник стал для страны шоком, потому что до этого мы всегда считали Россию большим, чрезвычайно сильным, но неуклюжим медведем. Медведь измотал нацистов, медведь был способен в умопомрачительных количествах производить сталь, но у нас было то, чего у него не было ни капли, — ум и смекалка. И вот в один прекрасный день мы просыпаемся и видим, что он обогнал нас в космосе…».
Нейл Кларк в The Guardian выразил мнение, что американские и английские русофобы с политическими целями дискредитировали российскую власть, потому что независимая Россия мешает их мировой гегемонии.
Журналист Евгений Бай писал в газете «Известия», что сенатор Джон Маккейн имеет в США прозвище «главный русофоб Америки». С другой стороны, Борис Немцов оценивал действия Маккейна как неприятие «мафиозно-коррумпированного режима Путина», а русофобами считал тех, кто этот «режим защищает».
В комментарии официального представителя МИД России М. Л. Камынина по поводу Доклада Госдепартамента США о соблюдении прав человека в мире в 2005 году заявлялось, что подобные доклады стимулируют русофобские тенденции в американском обществе, так как изложенные в нём сведения искажают факты в отношении соблюдения прав человека в России.
Профессор географического факультета МГУ Леонид Смирнягин в своей статье «Россия глазами американцев» отмечал, что к русофобии рядовых американцев следует, в большей степени, относиться как к мифу. Политолог Андрей Цыганков также отмечал, что «русофобия в американском сознании не превалирует».

### Финляндия
В 2006 году президент Финляндии Тарья Халонен объясняла русофобию финнов «двумя войнами между Финляндией и Россией в XX веке», в 2008 году, на фоне трёх балтийских республик и Польши, русофобские настроения в Финляндии казались умеренными. В 2010 году Йохан Бекман заявил российским СМИ о нарастании русофобии в Финляндии, однако, посол Финляндии в России Матти Анттонен не находил оснований для подобных утверждений, в качестве примера он привёл ситуацию с депортацией россиянки Ирины Антоновой, в которой, по его мнению, нет никаких признаков русофобии. Уполномоченный по правам ребёнка Павел Астахов отмечал, что нельзя говорить об исключительной русофобии финнов, так как ювенальная юстиция применяется не только к детям с русским родителем.

### Восточноевропейские страны
Институт славяноведения РАН в научно-популярной статье, опубликованной на сайте института, высказывал опасения роста русофобских настроений в результате «американизации» славян.

#### Польша
Говоря о русофобии в Польше, необходимо, по-видимому, делать различие между русофобией как проявлением многовекового соперничества между Россией (Московским великим княжеством, Русским царством) и Польшей (Речью Посполитой), с одной стороны, и бытовой русофобией — с другой, к примеру, бывший президент Польши Войцех Ярузельский вспоминал, что русофобию прививали ему в семье с детства. «Вестник Российской академии наук», в историческом обзоре, так объясняет причины русофобии поляков:

Отношения между Польшей и Россией значительно обострились в результате католической экспансии на православные восточнославянские земли, входившие в Речь Посполитую (Брестская уния 1596 года), и особенно вследствие польской интервенции в Смутное время (начало XVII века). Именно противостояние России оказало значительное влияние на формирование польского национального самосознания. Утвердились стереотипные представления о превосходстве польской культуры, строившиеся на дихотомии «цивилизация — варварство» (последнее приписывалось России). Эти стереотипы оказались весьма живучими. В их свете Польша представала как форпост Европы, противостоящий «варварской» России. Принадлежность к Европе оценивалась носителями польского самосознания выше этнической общности с другими славянскими народами, не говоря уже о русских, враждебное отношение к которым зачастую принимало форму откровенной русофобии. Отголоски этих представлений сохранились до сих пор.
Русофобия польской правящей элиты подогревается историческими воспоминаниями о разделах Польши, политике русификации, подавлении национальных восстаний.
В новейшей истории также произошло немало событий, способствующих сохранению исторического отчуждения между польским и русским народами: Советско-польская война (1919—1921), отторжение Советским Союзом восточных территорий Польши в 1939 году, закреплённое ялтинско-потсдамскими соглашениями, депортации польского населения, Катынская трагедия, Варшавское восстание 1944 года, содействие СССР в установлении коммунистического режима в Польше и последующее включение Польши в советскую сферу влияния. В результате Второй мировой войны по национальной гордости польской нации был нанесён сокрушительный удар — поражение в войне с Германией, многолетняя оккупация, огромные людские, материальные и территориальные потери, а после всего этого — положение советского сателлита («союзника»). Под воздействием антикоммунистической, националистической пропаганды нынешнее польское общество значительную часть вины за это возлагает на современную Россию.
Польский журналист Бронислав Лаговский назвал примером польского «антироссийского помешательства» высказанное в польских СМИ мнение, что штурм бесланской школы во время захвата заложников в сентябре 2004 года, сопровождавшийся большим числом жертв, был провокацией Кремля. По его словам,

сегодняшняя Польша сама себя отравляет чувством ненависти, предназначенным вроде как для врагов. Антироссийское воспитание, которому последние шестнадцать лет подвергаются поляки (главным образом, благодаря «Газете Выборчей», которой остальные СМИ подражают), принесло странный и неожиданный эффект: их психическая зависимость от России стала так глубока, как никогда раньше.

Очередное обострение русско-польских отношений произошло в начале августа 2005 года, когда в Варшаве трое детей российских дипломатов были избиты и ограблены группой польских подростков, а в Москве русскими хулиганами были избиты двое сотрудников польского посольства и польский журналист. Пятеро польских подростков-хулиганов были быстро арестованы и предстали перед судом. Российские хулиганы найдены не были. Эксперты отмечали «зеркальность» избиений и то, что принцип «око за око» является определяющим для спецслужб; сами же поляки — жертвы избиений отмечали, что нападения происходили по одному сценарию и осуществлялись, очевидно, одной группировкой; они точно предсказали, что организаторы найдены не будут. Российскими СМИ инцидент был расценён как яркое проявление русофобии.
Польский публицист Ежи Урбан, говоря о антироссийской направленности в польских СМИ, писал в 2005 году:

Презрительное отношение поляков к русским, отношение барского превосходства проистекает из польского комплекса неполноценности и самым худшим образом говорит о польских элитах. Поляки завидуют Западу, потому что там более высокий жизненный уровень, и поэтому получают глупое удовольствие от того, что у населения России доходы в среднем втрое ниже, чем у поляков. Когда бедный может презирать ещё более бедного, это ему улучшает настроение.

Адам Михник объяснял, назвав свою позицию циничной, что польская, впрочем, как грузинская и прибалтийская, русофобия бессмысленна, так как «если ты не можешь выиграть войну, надо искать другой путь», предлагая искать друзей внутри России.

#### Венгрия
Несмотря на участие России в кровавом подавлении двух венгерских революций: восстания 1848—1849 годов против Австрийской империи и восстания 1956 года против сталинистской диктатуры, в Венгрии не наблюдается какого-то особого неприязненного отношения к России и россиянам.
Согласно опросу Исследовательского центра Пью, в 2023 году лишь 33 % жителей Венгрии считали Россию главной военной угрозой для её соседей (для сравнения, в соседней Польше таковых было 77 %). Ещё 35 % венгров воспринимало Россию, как одну из угроз. Также, большинство венгров считало необходимым одновременно налаживать отношения и с США, и с Россией.
Тем не менее, умеренно позитивное отношение с Россией не означает автоматически поддержку российского руководства и внешней политики России. В 2023 году 79 % венгров не доверяло Владимиру Путину, и более половины отнеслась негативно к встрече Виктора Орбана с Путиным в октябре того же года.

#### Чехия
По мнению Оскара Крейчега, чешского политолога, профессора Университета Матея Бела в Банской-Быстрице (Словакия), главной причиной негативного отношения к России в Чехии является тот факт, что современная политическая и культурная элита страны относится к поколению, политические представления которого сформировались под воздействием подавления «Пражской весны» 1968 года. Ввод войск СССР и других стран Варшавского договора в Чехословакию в 1968 году (операция «Дунай») вызвал значительное снижение числа сторонников левых взглядов и резкое падение симпатий к СССР среди чехов и словаков. У большинства людей этого поколения нынешняя Россия, несмотря на изменения, произошедшие со времён распада СССР, до сих пор воспринимается с опаской и недоверием. Однако после демонстрации на Красной площади 25 августа 1968 года в ЧССР ходила поговорка: «Семеро русских на Красной площади — по крайней мере, те семь причин, по которым мы никогда не сможем ненавидеть русских».

### После вторжения России в Украину
Резкий всплеск русофобии произошёл после начала полномасштабной российско-украинской войны. Неприятие к агрессии России некоторые сочувствующие Украине пытались выместить на мирных гражданах и товарах российского происхождения. Бойкот российской продукции привёл к переименованию латвийской «Столичной» водки в водку «Столи». Также возросло количество преступлений на почве ненависти против русских, россиян и их бизнесов, включая вандализм и нападения.

## Постсоветские государства
Иногда подпитывалась внешнеполитической российской риторикой и пропагандой. По информации центра «Досье», языковая политика также являлась частью стратегии России по влиянию на внутреннюю политику стран Балтии.

#### Литва
Бывший министр иностранных дел Литвы, ныне профессор Вильнюсского университета Повилас Гилис в 2008 году говорил о связанном с войной в Грузии приступе русофобии в Литве, развившемся, по его мнению, из-за опасений развития российской агрессии на запад.
Руководитель Литвы в 1990—1992 годах Витаутас Ландсбергис заявил, что «мышление <большинства русских> паршиво, в их душе нет человечности», Россия — государство, управляемое изоляционистами и «людоедами», утверждал, что это руководство живёт прошлым и мыслит категориями давно ушедших эпох, однако при этом подчеркнул, что необходим диалог «с мыслящими россиянами». Он критиковал российский экспансионизм, называя стремление к захвату территорий устаревшей, фальшивой государственной матрицей, культивируемой российским руководством вместо гуманизма и общечеловеческих ценностей.
В школьных учебниках по истории Литвы Россия и русский народ предстают исключительно как отсталые и уступающие по развитию соседям. О разделах Речи Посполитой говорится, что «край богатой культуры попал в тиски культурно и политически отсталой централизованной Российской империи». В то же самое время в учебниках нет ни слова о золотом веке в русской культуре или архитектуре. С Россией ассоциируются только такие слова, как «деспот», «экспансия» и «каторга». Авторы учебника поддерживают тезис о превентивной войне Германии против СССР.
После 24 февраля 2022 года в литовских СМИ говорилось о проблемных российских туристах, ведущих себя неэтично и провокационно, безнаказанно публично продвигающих российскую военную риторику и демонстрирующих провоенную символику; вследствие этого начала обсуждаться возможность ограничения визового въезда, что в российских СМИ освещалось под видом развития в Литве русофобских настроений. В дискуссиях о применении русского языка проскальзывало мнение, что «литовцам не надо учить русский, поскольку это язык агрессоров и оккупантов», а английский язык считается языком, дающим больше возможностей; в то же время специалист по коммуникациям Робертас Погорелис считает, что к использованию русского языка нужно относиться проще, а сам язык — всего лишь средство для достижения взаимопонимания. При этом на 2018 год Литва считалась одним из наиболее комфортных для русскоязычных мигрантов постсоветских государств — в том числе и в отношении языковой политики.

#### Эстония
7 марта 1996 года 63 из 101 депутата парламента Эстонии подписали обращение к президенту самопровозглашённой Чеченской Республики Ичкерия Джохару Дудаеву, в котором выражалось «глубокое сочувствие чеченскому народу» и Дудаеву лично в связи с «утратой командира» Салмана Радуева и заявлялось, что «чудовищное убийство выдающегося борца за свободу глубоко потрясло нас». 20 марта 1996 года Госдума России приняла постановление, в котором говорилось, что обращение депутатов эстонского парламента является грубым вмешательством Эстонии во внутренние дела России и проявлением агрессивной русофобии, названной «стержневой линией эстонской внутренней и внешней политики», и утверждалось, что Радуев являлся инициатором и руководителем крупной террористической акции, жертвами которой стали десятки мирных жителей Дагестана.
По мнению эстонского журналиста Димитрия Кленского, русофобия в Эстонии среди высших лиц государства связана с опасениями потенциального конфликта с Россией. (Присоединение Эстонии к СССР незадолго до начала Великой Отечественной войны (признанное ПАСЕ советской оккупацией) и депортация эстонцев в марте 1949 года).

#### Латвия
5 апреля 2000 года Госдума России приняла заявление «В связи с государственной политикой дискриминации российских соотечественников в Латвийской Республике», в котором, в частности, говорилось, что в Латвии последовательно утверждается русофобия, чему «всячески способствуют те силы, которые хотят видеть Россию униженной, слабой, раздроблённой».
Министр юстиции Латвии Гайдис Берзиньш предлагал показывать фильм «Советская история» во всех латвийских школах. По мнению министра внутренних дел Латвии Марии Голубевой, само слово «русофобия» стало штампом кремлёвской пропаганды, из-за чего Голубева старается такого определения избегать.

#### Украина
Украинцы не были враждебно настроены к России и к россиянам до аннексии Россией Крыма и начала гибридной войны против Украины в 2014 году. По данным многолетних социологических исследований, индекс национальной дистанцированности в Украине по отношению к русским на 2005 год имел самый низкий показатель среди всех нетитульных национальностей, то есть население Украины относилось к русским практически так же позитивно, как и к украинцам. Согласно опросам, в 1995 году 87 % жителей Украины были готовы принять русских в качестве жителей, 8 % — только в качестве туристов, 5 % вообще не допускали бы их на Украину.
После аннексии Крыма и начала войны на Донбассе отношение к России и русским резко ухудшилось. Если в феврале 2014 года к России хорошо или очень хорошо относилось 78 % населения Украины, то в феврале 2015 года — 36 %. В феврале 2014 года видеть объединение России и Украины хотело 12 % населения, а в феврале 2015 года — 5 %. Также значительно вырос процент украинских граждан, считающих, что между Россией и Украиной должны быть таможня и визовый режим. Тем не менее, даже после начала войны против Украины украинские ультраправые партии не использовали антагонизм к россиянам в качестве своего политического послания для привлечения избирателя.
Настроения по отношению к России и россиянам ухудшились ещё сильнее после начала полномасштабного вторжения России в Украину. Это видно по серии общенациональных опросов, проведённых социологической группой «Рейтинг». Так, по результатам опросов в марте 2022 года, 98 % населения Украины оценивало Россию как враждебно настроенную страну. 38 % опрошенных возлагали вину за вторжение на российских граждан, в то время как 55 % — исключительно на российское руководство. В искренность намерений российского руководства по защите русскоязычного населения верило лишь 2 % населения Украины.
Российско-украинская война также повлияла на восприятие русской культуры и русского языка. В 2022 году резко выросла доля считающих, что единственным государственным языком Украины должен быть украинский. Значительная часть в прошлом русскоязычного населения перешла на украинский язык. Также снизилась доля граждан Украины, слушающих русскую музыку и смотрящих российские сериалы.
При этом за время войны негативное отношение к России не трансформировалось в неприязнь ко всему русскому. Проведённый 17—18 августа 2022 года опрос обнаружил, что к россиянам, проживающим в Украине, отношение осталось нейтральным, а к русскоязычным украинцам даже улучшилось.
Опрос, проведённый 11—16 марта 2024 года, зафиксировал ухудшение отношения к русскоязычным гражданам Украины: доля относящихся к ним положительно или очень положительно сократилась с 51 % в августе 2022 года до 37 % в марте 2024 года. В то же время возросла доля относящихся к ним нейтрально (с 31 % до 41 %) или негативно (с 14 % до 21 %).

#### Армения
Сторонники самоопределения Армянской ССР рубежа 1980—1990-х годов ассоциировали внутреннюю политику СССР, например, решения советского руководства по Карабахскому конфликту, в большей степени с личностью главы советского государства, чем с РСФСР или русскими. Согласно точке зрения некоторых исследователей, результатом этого феномена стало практически полное отсутствие в Армении столь характерной для бывшего СССР русофобии.

#### Азербайджан
Исследовательница из турецкого Университета Коджаэли Ясемин Килит Аклар в работе, посвящённой преподаванию истории в Азербайджане, делает вывод, что официальные азербайджанские учебники истории способны внушить ненависть и чувство этнического и национального превосходства по отношению к русским. Согласно её подсчётам, в одном 391-страничном учебнике истории русские называются врагами 119 раз.
Согласно результатам доклада, подготовленного группой российских учёных и опубликованного в книге «Освещение общей истории России и народов постсоветских стран в школьных учебниках истории новых независимых государств», в азербайджанских школах преподаётся националистическая история, основанная на мифах об автохтонности, о прародине, о лингвистической преемственности, о славных предках, об этнической однородности, о заклятом враге. В качестве врага используются образы России и русских. Начиная с того, что первые исторические знакомства азербайджанцев с русскими описываются в учебниках как страшные бедствия для первых:

Во время похода 914 года славянские дружины месяцами беспрерывно грабили и разоряли населённые пункты на азербайджанских берегах Каспийского моря. Они учинили расправу над мирными жителями, угнали в плен женщин и детей.
В других эпизодах раздела авторы описывают изуверства, учиняемые русскими: «Барда оказалась в руках славян. Население было предано мечу, город беспощадно разграблен… В городе начались новый разбой и резня. Женщин и детей угнали в плен. По сведениям источников, в то время в Барде было убито до 20000 человек».. При описании иранского, арабского и всех прочих нашествий о жестокостях завоевателей нигде столь акцентировано не говорится, а если и упоминается, то сразу же смягчается примерами позитивного содержания.
Описания любых действий русских, их намерений, а также конкретных персонажей снабжаются характерными эпитетами — «жестокий», «вероломный», «алчный». Если даже материал, приводимый в учебнике, не даёт подтверждения этим характеристикам. Вот пример: «Жестокий царский генерал Цицианов отправил Гусейнгулу хану проект договора о переходе Бакинского ханства под власть России. Согласно этому договору территория ханства присоединялась к России… а ему было назначено жалованье в сумме 10 тысяч рублей… Гусейнгулу хан уведомил Цицианова, что принимает его условия. Одновременно Гусейнгулу хан предложил Цицианову лично встретиться и вручить ему ключи от ворот Бакинской крепости. Рассчитывая на мирный исход беседы, 8 февраля Цицианов отправился на встречу с ханом. При вручении Цицианову ключей он был убит».
Практически всегда при оценке русской политики применяются следующие определения: «колониальная сущность режима открыто проявляла себя», «несмотря на корыстные цели царского правительства», «правительство, верное своей колониальной политике» и т. п.
В ходе интервью русской службе Би-би-си азербайджанский эксперт в области образования Набатали Гуламоглу, входивший в группу по мониторингу изданных в Азербайджане учебников, заявил, что современные азербайджанские учебники по истории написаны с националистической точки зрения. Он заявил: «Те, кто пишут наши учебники, подают вымышленные и глупые вещи как непреложный факт».
В публикации международной организации по развитию СМИ «Института информации о войне и мире» говорится, что школьные учебники в Азербайджане представляют несбалансированный взгляд на историю, что, по мнению экспертов, в будущем усложнит межэтнические отношения. В статье отмечается, что Министерство образования Азербайджана не допускает других к редактированию или рецензированию учебников. Заведующий отделом публикаций министерства Фаик Шахбазлы рассказал, что книги одобрены историками, после чего прошли проверку на содержание. Одним из условий было то, что тексты не должны содержать дискриминационного языка. «Книги должны содействовать демократии и толерантности, а не ненависти», — заявил Шахбазлы, однако добавив, что такие слова, как «террорист», «бандит», «фашист» и «враг», не нарушают этого принципа.
Согласно «OpenDemocracy», школьное образование является одним из основных элементов государственной пропаганды в Азербайджане, которую власти используют для пропаганды ненависти против русских.

#### Грузия
Взаимные настроения между жителями России и Грузии менялись в соответствии с отношениями между государствами. Пик негативного отношения грузин к россиянам и России пришёлся на время пятидневной войны лета 2008 года, произошедшей из-за спора о международно-правовом статусе Абхазии и Южной Осетии. После войны СМИ обеих стран создавали образ врага из друг друга. Однако, взаимная неприязнь постепенно ослабла. Согласно опросам исследовательских организаций «Левада-Центра» и «GORBI», настроения грузин по отношению к России и россиян по отношению к Грузии восстановились и к 2016 году вновь стали дружественными.
В 2019 году в Грузии прошли протесты, которые некоторыми официальными лицами и СМИ России были трактованы как русофобские. Поводом их послужило то, что депутат Госдумы России Сергей Гаврилов сел на место председателя парламента Грузии. Протестующие выступали против правящей партии «Грузинская мечта — Демократическая Грузия», а также, за менее тесные контакты с Россией. Однако, согласно опросу ФОМ, большинство опрошенных россиян, несмотря на попытки СМИ раздуть из ситуации скандал, считало, что протесты — в первую очередь, внутриполитическая борьба между грузинскими элитами, а не проявление русофобии.
После начала российско-украинской войны, в Грузии отношение к России и россиянам значительно ухудшилось. Так, согласно опросам Института общественного мнения, в 2022 году 73 % граждан Грузии считало, что россиянам не следует разрешать регистрировать бизнес и приобретать недвижимость, а десятки тысяч граждан Грузии подписались под петицией ввести с Россией визовый режим, который был отменен в одностороннем порядке за 10 лет до этого. Тем не менее, такие меры введены не были, а десятки тысяч россиян переехали в Грузию во время двух волн эмиграции после вторжения России на Украину.

## Китай
Перри Андерсон указывал, что российско-китайские отношения середины 1970-х годов стали сопровождаться русофобской антисоветской пропагандой. В 1990-х и последующих годах, некоторые исследователи считали, что поскольку визиты китайцев в Россию происходят чаще, чем русских в Китай, то китайцы, проживающие, к примеру, в приграничной Маньчжурии, имеют реальный источник формирования образа русских, русские же такого источника не имеют, тем не менее при более редкой частоте контактов с китайцами русские имеют более отрицательный образ китайцев, чем китайцы русских.

## Россия
Доктор философских наук Фёдор Гиренок считал русофобию свойственной русским философам-западникам.

### Российская империя
Советский и российский литературный критик, тютчевед Вадим Кожинов, в своём эссе «О русском национальном сознании», указывал на то, что ещё в XIX веке Тютчев говорил о русофобии в России и в качестве доказательства приводил слова из письма от 26 сентября 1867 года дочери Анне:

Можно было бы дать анализ современного явления, приобретающего всё более патологический характер. Это русофобия некоторых русских людей — кстати, весьма почитаемых. Раньше они говорили нам, и они, действительно, так считали, что в России им ненавистно бесправие, отсутствие свободы печати и т. д., и т. п., что потому именно они так нежно любят Европу, что она, бесспорно, обладает всем тем, чего нет в России. А что мы видим ныне? По мере того, как Россия, добиваясь большей свободы, всё более самоутверждается, нелюбовь к ней этих господ только усиливается. И напротив, мы видим, что никакие нарушения в области правосудия, нравственности и даже цивилизации, которые допускаются в Европе, нисколько не уменьшили пристрастия к ней. Словом, в явлении, которое я имею в виду, о принципах как таковых не может быть и речи, здесь действуют только инстинкты, и именно в природе этих инстинктов и следовало бы разобраться.— Фёдор Тютчев
С целью показать неприязнь к России многих соотечественников Тютчева, Вадим Кожинов цитировал эти же строчки в своей книге из серии ЖЗЛ «Пророк в своём отечестве (Фёдор Тютчев — Россия, век XIX)» и в книге «Судьба России: вчера, сегодня, завтра».

### Советская Россия и СССР
Значительную часть советской и постсоветской истории категория «русское» было объектом скепсиса, критики, деконструкции как в науке, так и в идеологии, часто увязывалось с имперским прошлым России, великодержавным шовинизмом и национализмом. В Советской России и СССР в условиях интернациональной марксистской идеологии отрицались национальные интересы и велась борьба с «русским великодержавным шовинизмом». Стремление к реализации ленинского варианта коммунизма в 1920-е годы выразилась, в частности, в отказе от культурных основ русского народа. Однако эта политика в целом потерпела неудачу.
По мнению большевиков, национализм нерусских народов был вызван в первую очередь реакцией на угнетение царским режимом, а также недоверием к великорусам. Владимир Ленин считал, что следует различать национализм угнетающих и национализм угнетаемых наций, из чего, в рамках антиколониального дискурса, следовал тезис о преимущественной опасности великорусского шовинизма в сравнении с национализмом угнетённых им, с точки зрения большевиков, народов. Иосиф Сталин уточнял этот принцип, утверждая, что грузинский и некоторые другие национализмы также осуществляли подавление и эксплуатацию более «слабых» народов. Его высказывания против великорусского шовинизма сопровождались упоминанием об опасности, хотя и меньшей, местных национализмов.
С середины 1930-х годов русскому народу в СССР был предоставлен статус «первого среди равных». Идеология коммунистической партии с течением времени приобретала национальные черты. Со второй половины 1930-х годов она постепенно трансформировалась в более националистический вариант большевизма, связанный со Сталиным. Понятие «русскости» было восстановлено в общественном сознании, и фактически стало синонимом советской идентичности. Великая Отечественная война вызвала подъём национального самосознания. В условиях Холодной войны, противостояния с западными державами, происходила дальнейшая трансформация советской идеологии в направлении почвенничества, «русификации» большевизма. На место идеи борьбы с «русским великодержавным шовинизмом» была поставлена борьба с «безродным космополитизмом».
Доктор юридических наук, профессор Академии госслужбы при президенте России, профессор юриспруденции и правый политик Михаил Кузнецов назвал русофобским решение, принятое X съездом РКП(б).
Ряд произведений искусства советских писателей определялись критиками как антирусские, например, признаки русофобии видели в литературных записках Юрия Олеши, мультфильм «Падал прошлогодний снег» также обвиняли в русофобии. Елена Игнатова полагала, что русофобия зачастую была распространена в среде советских интеллигентов и являлась следствием сильного влияния на них большевистской политики.
В 1990 году историк Б. А. Лапшов в «Вестнике Академии наук СССР» писал, что русофобия в качестве политического движения, которое прямо или косвенно провозглашает целью освобождение народов СССР от «имперского господства» русских, «ещё только начинается» и исходит не столько из реальных, сколько из «искусственно раздуваемых противоречий между русскими и коренными народами союзных республик». По его мнению, политическая русофобия может претендовать на роль освободительного движения «цивилизованных» европейских народов, направленного против «русского варварства», равно как и на роль «культурно-традиционного» движения восточных народов против русского «европейского цивилизаторства». Главную опасность политической русофобии он видел в стремлении «списать все имперское лакейство и все злоупотребления центральной и местной бюрократии на счёт злокозненности „русского коммунизма“».

### Постсоветская Россия
Действительный член РАН Роберт Нигматулин, в публикации «Вестника РАН», обращал внимание на «нерусскую» часть российской интеллигенции начала 1990-х годов, которая, с точки зрения академика, порой проявляла негативные чувства к культурным и этническим проблемам русских, стараясь отомстить им за свою былую подчинённость, в разные годы журнал публиковал научные статьи о притеснении русских титульными этносами, как в бывших союзных республиках, так и в административных образованиях России, о явлении сепаратизма в русских окраинах России.
По мнению «Литературной газеты»: «В России 2000-х годов представители различных национальностей повсеместно требовали к себе особого внимания и преференций, русских же винили в „кавказофобии“, „исламофобии“, „мигрантофобии“, но не замечали проявлений русофобии», Юрий Левада обращал внимание на то, что в любом массовом опросе тех лет можно было найти несколько процентов русофобии и, как правило, это были проявления настроений мусульманской части российского населения. Сам Левада трактует русофобию не только как неприязнь к русским, но и как «неверие в Россию».
Согласно поправкам к Конституции России 2020 года, русские являются государствообразующим народом.
В октябре 2008 года «Московское бюро по правам человека» отметило увеличение количества преступлений на почве национальной розни (не менее 238 нападений с января по сентябрь 2008 года), но объясняло большое количество погибших и пострадавших русских не проявлением русофобии, а участившимися нападениями наци-скинхедов на представителей иных субкультур, в том числе — на русских антифашистов.
После терактов в московском метро в 2010 году в Москве появились выполненные неизвестными надписи «Смерть русским», но в 2009 году сотрудники милиции и работники прокуратуры затруднялись давать правовые оценки аналогичным надписям. В том же 2009 году, при расследовании нападения на русских в московском метро, лингвистическая экспертиза посчитала, что в выкрикиваемом кавказцами лозунге «Вот вам, русские свиньи!» не содержится националистическая подоплёка, однако годом ранее, в 2008, за рассылку SMS сообщений «Смерть русским свиньям, и тебе мразь!», признанных судом русофобскими, на год условно был осуждён житель Волгодонска (см. также Чёрные ястребы).
В 1996 году было прекращено уголовное дело Новодворской, возбуждённое по факту публикации «антирусских» статей, тогда как в 2006 году был осуждён призывающий убивать русских Борис Стомахин.

### Российские республики
Вплоть до 2000-х годов в республиках Северного Кавказа русофобия была связана с образом «народа-колонизатора», на которого возлагается ответственность за все непопулярные или ошибочные действия власти.

#### Тыва
В 1992—1993 годах из Тувы уехало более 20 тысяч русских, так как Народный фронт «Хостуг Тыва» («Свободная Тува»), призывая к независимости Тувы и её выходу из состава России, спровоцировал столкновения с русским населением.
В 1995 году этнограф Виктор Иванович Козлов писал:
Гораздо более острая ситуация сложилась в Туве, территория которой (Урянхайский край) была присоединена к Советскому Союзу лишь в 1944 году Национальное движение среди тувинцев, составляющих почти две трети местного населения, сразу приобрело сепаратистский и в значительной степени антирусский характер. Дело доходило даже до нападения тувинских вооружённых отрядов на русских поселенцев. Неудивительно, что многие русские покинули территорию Тувы, а те, кто остался, не чувствуют себя здесь в безопасности.

#### Северный Кавказ
Видные российские историки говорили о преимущественно антирусском характере исторически сложившихся национальных и религиозных движений в некоторых регионах Северного Кавказа. Историк В. И. Козлов в статье «Русские в Российской Федерации» говорил, что неприязнь к русским была распространена почти у всех коренных этносов (исключение составляют православные осетины) на Северном Кавказе:

Почти все местные этносы, исповедующие ислам, были завоеваны Россией в результате длительной и кровопролитной кавказской войны (1817—1864), которая сохранилась в их исторической памяти как «антирусская».— Вестник Российской академии наук, 1995, том 65, М 3, с. 795 - 205.

##### Чечня
В 1990-е годы в российских СМИ начали появляться заявления о росте русофобских настроений в сепаратистской Ичкерии (в частности, о чеченской русофобии говорил в 2000-е годы главный редактор газеты «Завтра» Александр Проханов и другие публицисты).
Политолог Сергей Маркедонов говорил в 2010 году, что антизападные высказывания лидеров Кавказского эмирата были так же часты, как и русофобские. Директор Института истории и археологии Владикавказского филиала РАН Марк Блиев считает, что русофобия как идеология существует в Чечне со времён шейха Мансура. По данным правозащитной организации «Московская Хельсинкская группа», миграция русских из довоенной Чечни 1991—1993 годов была прежде всего вызвана выдавливанием русскоязычного населения, которое сопровождалось актами насилия и объяснялось «низовой» русофобией чеченцев, ассоциирующих русских с «народом-колонизатором».
Вместе с тем ряд очевидцев указывал на то, что отношение чеченцев к русским как к этносу оставалось нейтральным даже в разгар военных действий в республике. Так, швейцарская журналистка Ирена Брежна вспоминала в 2022 году:
Всё — в руинах. И они [чеченцы] говорят: «Мы не против россиян. У нас есть друзья в России». Я говорю: «А где эти друзья?» <…> Эти россияне поддерживают Ельцина, поддерживают Путина. Путин только из-за войны в Чечне стал таким любимым.

## Понятие в русском национализме
В пореформенное время понятие «русский вопрос» оказалось тесно связанным как с «польским» и «остзейским вопросами», так и с социальной и религиозной проблематикой. Юрий Самарин первым заявил об ущемлении прав этнических русских в Российской империи. Позднее эта тема была развита Николаем Лесковым и Никитой Гиляровым-Платоновым. Во время Польского восстания 1863—1864 годов Катков призывал к силовому подавлению последнего и предлагал наделить землёй польское, украинское и белорусское крестьянство, которое, по его мысли, должны быть противопоставлено антироссийски настроенной польской аристократии. Демократические идеи были характерной чертой «русского направления» 1860-х — 1880-х годов. В этот период религиозные идеи в рамках русского национализма постепенно отходили на второй план. По мнению Каткова, следовало не бороться с католичеством, а переводить латинское богослужение на русский язык. Для Каткова центральное место занимало российское государство, верность которому понимал как главный критерий «русскости».
Широкое участие в революции представителей этнических меньшинств, которые были недовольны своим положением, имело следствием рост националистических настроений, направленных, по мнению консерваторов, на защиту русского народа, воспринимавшегося правыми как носитель православных и монархических начал, а также — против «внутренних врагов», которыми были объявлены денационализированные члены русского общества, а также евреи, поляки, финны и другие народы, которые принимали участие в борьбе с самодержавием.
Частью системного политического дискурса понятие «русофобия» сделала послевоенная публицистика философа Ивана Ильина, собранная в двухтомнике «Наши задачи» (1956). Ильин утверждал, что западные народы «не знают России, не уважают ее и не любят ее. Они привыкли бояться ее размеров и ее мощи и от страха и зависти — то и дело думают о ней неподобное и произносят о ней печатно всякую глупость и гадость» («Без карьеры», 1948). По его словам, «В мире есть народы, государства, правительства, церковные центры, закулисные организации и отдельные люди — враждебные России, особенно православной России, тем более императорской и нерасчлененной России». Ильин переходит к самому термину: «Подобно тому, как есть „англофобы“, „германофобы“, „японофобы“, — так мир изобилует „русофобами“, врагами национальной России, обещающими себе от ее крушения, унижения и ослабления всяческий успех» («Против России», 1948). Ильиным была создана концепция «мировой закулисы», в его воззрениях — наднациональной правящей элиты Запада, главной отличительной чертой которой является антироссийская направленность, вплоть до стремления к расчления Россию.
Участники советского движения русских националистов, известного как «русская партия», основными противниками русских считали евреев. Антисемитизм был основой чувства общности и объединяющим фактором этого движения. Многие участники «русской партии» называли еврейский вопрос «основным», по аналогии с «основным вопросом философии».
С конца 1970-х годов державно-националистическая публицистика изображает «русофобию» уже в качестве главной угрозы и наиболее опасной формы антисоветизма. Видный «молодогвардейский» критик Юрий Селезнёв писал (Созидающая память, 1977): «…отличительной чертой идеологических установок антисоветской деятельности (и прежде всего сионизма) становится открытая русофобия, которая проявляется, в частности, и в разного рода попытках ревизии, очернительства нашей национальной истории, нашего культурного наследия от Слова о полку Игоревом до Тихого Дона, замалчивания или превратного толкования творчества современных русских писателей». И позднее (Златая цепь…, 1984: 318): «…Антисоветизм все более явно обнаруживает формы откровенной русофобии. Русофобия есть не что иное, как стратегия империалистического „первого удара“ по нравственному центру нашей державы, по самой важной крепе нашего Союза».
С начала 1980-х годов тема «внутренней русофобии» занимает заметное место в «русском альманахе» «Вече» (Мюнхен) (Зарубин, 1981): «Русофобством […] занимается маленькая, но очень активная и настырная группа третьей эмиграции, выехавшая легально в Израиль, но не доехавшая туда […]. Русофобствующая группка стала нахально нападать на нас, на нашу историю, на Власовское движение, на Православное возрождение, на многострадальный русский народ и т. д.».
Участник «русской партии» математик Игорь Шафаревич, автор антисемитских публикаций, в своих памфлете «Русофобия» (в самиздате 1982; датировка книжных публикаций: 1978—1983), книгах «Русофобия» (1990) и «Русофобия десять лет спустя» (1993) развивал концепцию уничтожения «большого народа» «малым народом» изнутри; эвфемизм «малый народ» относился к евреям. По мнению некоторых исследователей, ценность изучения Шафаревичем «русофобии» в том, что он хоть и не дал определения термина, но способствовал его популяризации, сыграв в этом наиболее заметную роль.
Непосредственными объектами полемики Шафаревич стали публицисты тамиздата и самиздата: Г. Померанц, А. Амальрик, Б. Шрагин, А. Янов, А. Синявский и др., из числа западных авторов — Ричард Пайпс. Для этих авторов, по утверждениям Шафаревича, характерно выводить русскую историю из особенностей русского национального характера, а также осуждать русский мессианизм как предтечу советского коммунизма. Русских они, согласно Шафаревичу, изображают как «народ рабов, всегда преклонявшихся перед жестокостью и пресмыкающихся перед сильной властью, ненавидевших все чужое и враждебных культуре», а Россию — как «вечный рассадник деспотизма и тоталитаризма, опасный для остального мира». «Это течение уже подчинило себе общественное мнение Запада».
Значительную роль в этом памфлете играет концепция «малого народа» — термин, заимствованный автором у французского историка Огюстена Кошена, однако Шафаревич существенно переосмыслил его содержание. Шафаревич писал, что согласно Кошену, «решающую роль во французской революции играл круг людей, сложившийся в философских обществах и академиях, масонских ложах, клубах и секциях. Специфика этого круга заключалась в том, что он жил в своем собственном интеллектуальном и духовном мире: „Малый Народ“ среди „Большого Народа“. Можно было бы сказать — антинарод среди народа». Этим «малым народом» именовались кальвинисты, пуритане, просветители, а в Российской империи XIX века — участники «либерального, нигилистического, террористского и революционного движения», то есть «орден интеллигенции». В подтверждение Шафаревич приводит цитату из письма Достоевского к Майкову, где говорится о ненавидящих Россию «натурально, физически». В идеях Шафаревича о «малом народе» представлена разновидность концепции революции 1789 года как просветительско-масонского заговора, которую впервые изложил иезуит Огюстен Баррюэль в 1800 году
По утверждению Шафаревича чувства, движущие адресатами памфлета, «трудно иначе характеризовать как русофобию (причем вполне подходят оба смысла, вкладываемые в термин „фобия“, — страх и ненависть). А ненависть к одной нации, скорее всего, связана с обостренным переживанием своей принадлежности к другой» — согласно автору, к еврейской как «ядру „Малого Народа“». При этом, по Шафаревичу, в числе ведущих публицистов «малого народа» имеются также русские и украинцы, но его роль «без этого [еврейского] влияния […] была бы, вероятно, гораздо меньше». Подавляющее большинство упомянутых в работе авторов имеют еврейское происхождение. Скрытую русофобию Шафаревич видел в том числе в дилогии Ильфа и Петрова, песнях Галича и Владимира Высоцкого.
Памфлет Шафаревича, как и публицистика И. Ильина, публиковавшаяся в СССР с конца 1980-х годов, задали тон в трактовке понятия «русофобия» авторами, придерживающимися державно-патриотических позиций, и националистами различных направлений, а позднее — существенной частью академических
исследователей. Это направление отразилось, в частности, лексикографии, включая некоторые сетевые словари, где слово дано как медицинский термин — «русофобия» причисляется к психическим отклонениям.

## Понятие в российской пропаганде
Официальная российская пропаганда активно прибегает к слову «русофобия», объявляя ей фактически любую критику властей России. Из-за этого многие оппоненты режима Владимира Путина и просто независимые эксперты считают сам термин некорректным и пропагандистским. Всё это сильно усложняет научное изучение и публичное осмысление вопроса, существуют ли в европейских обществах предрассудки в отношении россиян и других уроженцев Восточной Европы — не связанные с политикой российских властей. Однако проблема aнтиславянизмa в Европе всё ещё существует.
В 2000 году президент РФ Владимир Путин заявил, что русофобия в странах Восточной Европы является результатом ошибок СССР в отношениях со странами социалистического лагеря, в частности, силовых решений политических кризисов в ГДР (события 17 июня 1953 года в ГДР), Венгрии (Венгерское восстание 1956 года) и Чехословакии (Пражская весна 1968 года). В 2004 году Сергей Ястржембский отмечал русофобию представителей в Европарламенте стран балтийских государств и некоторых бывших стран социалистического лагеря. В 2009 году движение «За права человека» назвало русофобию восточноевропейских народов новым мифом, к которому апеллируют российские власти.
В течение ряда лет российские власти обвиняли страны постсоветского пространства (прежде всего страны Балтии) в отказе от советского наследия — демонтаже или переносе советских символов, скульптур, мемориальных досок. Комментарии по теме от российского МИДа, официальных лиц Кремля, самого Владимира Путина, как правило, были построены на цепочке: «они переписывают историю — они занимаются героизацией нацизма — они проявляют русофобию». Таким образом строилась синонимичность «русофобии» и «декоммунизации».
По словам научного сотрудника Института внешней политики Эстонии Игоря Грецкого, сегодня слово «русофобия» регулярно звучит из уст официальных представителей России в ответ на любое осуждение преступных действий российских оккупационных войск на Украине. За время президентства Владимира Путина тенденции поиска русофобии всё глубже укоренялись. «Проявлением русофобии» официальная Москва стала среди прочего называть критику в свой адрес со стороны международных организаций и зарубежных государств, регулярные высылки российских дипломатов за несовместимую с их статусом деятельность, а также стремление бывших стран «народной демократии» к вступлению в НАТО. Попытки историков предметно разобраться с мрачными страницами советского прошлого вызывали в Кремле сильное раздражение и всякий раз клеймились как «русофобия». В последние несколько десятилетий официальная Москва награждала эпитетом «русофоб» очень разных людей. В 2008 году в русофобии упрекали тех, кто предрекал, что после войны в Грузии наступит очередь Украины.
В проекте новой стратегии МВД России 2024 года, введено определение русофобии:
Русофобия — неприязненное, предвзятое, враждебное отношение к гражданам России, к русскому языку и культуре, выражающееся в том числе в агрессивных настроениях и действиях со стороны отдельных представителей и политических сил, а также дискриминационные действия со стороны властей недружественных России государств.
Благодаря «неприязненному отношению» русофобия в стратегии выглядит как частный случай ксенофобии. Но его расширили за счет «дискриминационных действий со стороны властей недружественных России государств».

## Преодоление
Существуют следующие взгляды на пути преодоления русофобии, исходящие из различного понимания её истоков:
- Неприязнь к русским и России представляется следствием недоступности объективной информации из-за недостатка культурных связей между Россией и странами Запада[нужна атрибуция мнения], а также между русскими диаспорами и нерусским населением внутри этих стран. В этом случае реагировать на русофобию ответным неприятием, отворачиваться от культур, в которых сильно её влияние, замыкаться в границах лишь собственной культуры представляется нецелесообразным[199][200]. Непонимание и неприязнь в современных условиях можно преодолеть только при установлении более широких межкультурных и межгосударственных связей[201].
- Исправление ошибочных трактовок русофобии. Порой любая критика в адрес России или русских трактовалась как поддержка русофобии[202][203][204][205]; есть мнение, что зачастую говорящий о факте русофобии делает это, в большей степени, по причине собственной болезненной нетерпимости[206][207].

В США Конгресс русских американцев (КРА), основанный в 1973 году, ставит своими задачами изучение русского наследия в Америке, защиту интересов этнических русских от русофобии и от отождествления русского народа с коммунизмом (недоступная ссылка).

## Опрос о влиянии России
| Страна               | Отрицательно | Положительно | Нейтрально |
| -------------------- | ------------ | ------------ | ---------- |
| Франция              | 69 %         | 23 %         | 8          |
| Израиль              | 68 %         | 5 %          | 27         |
| Германия             | 67 %         | 21 %         | 12         |
| США                  | 64 %         | 23 %         | 13         |
| Великобритания       | 64 %         | 28 %         | 8          |
| Канада               | 62 %         | 26 %         | 13         |
| Австралия            | 59 %         | 30 %         | 11         |
| Испания              | 58 %         | 18 %         | 24         |
| Индонезия            | 49 %         | 29 %         | 22         |
| Нигерия              | 48 %         | 30 %         | 22         |
| Пакистан             | 47 %         | 25 %         | 28         |
| Республика Корея     | 46 %         | 32 %         | 22         |
| Бразилия             | 43 %         | 35 %         | 22         |
| Казахстан            | 39 %         | 29 %         | 32         |
| Турция               | 33 %         | 36 %         | 31         |
| Перу                 | 30 %         | 34 %         | 36         |
| Индия                | 30 %         | 38 %         | 32         |
| Мексика              | 29 %         | 35 %         | 36         |
| Чили                 | 28 %         | 33 %         | 39         |
| Гана                 | 26 %         | 50 %         | 24         |
| Япония               | 23 %         | 17 %         | 60         |
| Китай                | 17 %         | 55 %         | 28         |
| Россия               | 6 %          | 77 %         | 17         |
| в среднем без России | 45           | 30           |            |